# Rudy Bukich
Rudolph Andrew Bukich (St. Louis, 15 settembre 1930 – San Diego, 29 febbraio 2016) è stato un giocatore di football americano statunitense che giocò nel ruolo di quarterback nella National Football League (NFL). Al college giocò a football alla University of Southern California.

## Carriera professionistica
Bukich fu scelto dai Los Angeles Rams nel secondo giro (25º assoluto) nel Draft NFL 1953. Successivamente giocò anche per Washington Redskins, Chicago Bears e Pittsburgh Steelers. Le migliori prestazioni di Bukich furono durante il suo secondo periodo con i Chicago Bears, con cui vinse il campionato NFL nel 1963 (anche se fu Billy Wade a giocare come quarterback in finale). Nel 1964 pareggiò il record NFL completando 13 passaggi consecutivi e nel 1965 si classificò al secondo posto nella lega per yard passate, venendo inserito nella formazione ideale della stagione All-Pro.

## Palmarès

### Franchigia
- Campione NFL: 1

Chicago Bears: 1963

### Individuale
- All-Pro: 1

1965

## Statistiche
| Yard passate  | 8.433 |
| Touchdown     | 61    |
| Intercetti    | 74    |
| Passer rating | 66,6  |